# Leszek Biały (podporucznik)

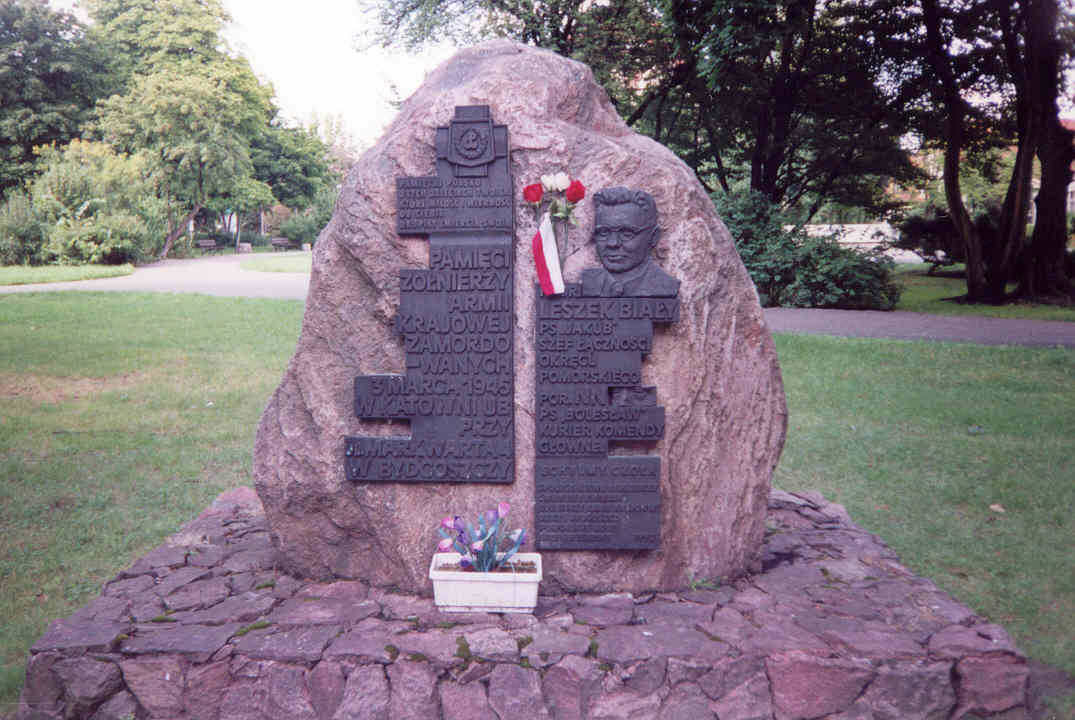
Pomnik upamiętniający ppor. Leszka Białego oraz innych żołnierzy zamordowanych 3 marca 1945 w katowni UB przy ul. Markwarta w Bydgoszczy. Pomnik znajduje się na obrzeżu skweru im. ppor. Leszka Białego, przy ul. Markwarta

Leszek Biały, ps. Jakub, Radus, Herbert (ur. 18 stycznia 1919 w Sewerynówce (Podole), zm. prawdop. 3 marca 1945 w Bydgoszczy) – podporucznik, szef łączności Okręgu Pomorskiego Armii Krajowej, żołnierz wyklęty. Przed wybuchem II wojny światowej studiował na Uniwersytecie Lwowskim.
Rodzina Białych, nie mogąc pogodzić się z faktem, iż Sewerynówek nie znalazł się w granicach niepodległej Polski, a wszedł w skład bolszewickiej Rosji w 1920 roku przenieśli się do Polski i zamieszkali w Łodzi. W styczniu 1922 roku przeprowadzili się do Bydgoszczy, gdzie zamieszkiwali najpierw przy ulicy Dworcowej, a następnie Sielanki. Leszek Biały uczył się w Miejskim Gimnazjum Męskim im. Mikołaja Kopernika w Bydgoszczy przy ul. Kopernika 1 (Collegium Copernicanum Uniwersytetu Kazimierza Wielkiego), gdzie zdał maturę w 1936 roku. Studia wyższe podjął Leszek na Wydziale Mechanicznym Politechniki Lwowskiej, na kierunku elektromechanika. Naukę przerwał wybuch II wojny światowej.
Od wiosny 1940 roku mieszkał w kamienicy przy ul. Garbary 19 w Bydgoszczy. Początkowo zmuszony do pracy przy zakładaniu instalacji elektrycznej w powstających zakładach Dynamit-Nobel Aktion Gesellschaft w Łęgnowie (obecnie jedna z dzielnic Bydgoszczy, siedziba Exploseum). W czasie wojny służył w szeregach Armii Krajowej. Po zaprzysiężeniu w 1942 roku, początkowo w grupie dywersyjno-sabotażowej „Brahnau” w fabryce DAG, w uznaniu działalności konspiracyjnej i werbunkowej, przesunięto go do pracy wywiadowczej, a ostatecznie do wydziału łączności. Tam dosłużył się rangi szefa Wydziału V (łączność) Inspektoratu Bydgoszcz AK, następnie szefa łączności w Podokręgu Północno-Zachodnim Pomorze AK, a we wrześniu 1944 roku (po śmierci dotychczasowego szefa, kpt. Henryka Gruetzmachera ps. Michał, Marta) szefa łączności w całym Okręgu Pomorze AK. Z czasem awansował na stopień podporucznika czasu wojny, a za swoje dokonania został odznaczony Srebrnym Krzyżem z Mieczami oraz Krzyżem Walecznych. Leszek Biały odegrał ważną rolę jako łącznik pomiędzy komendą okręgu AK a stacjonującymi w Borach Tucholskich oddziałami partyzanckimi ze zgrupowania AK „Jedliny”. Uczestniczył także w akcji udzielania pomocy jeńcom wojennym, Brytyjczykom, Francuzom oraz Rosjanom, którzy byli przetrzymywani w Bydgoszczy. W 1944 roku nie przyjął propozycji objęcia szefostwa Wydziału II (wywiad) Komendy Okręgu Pomorskiego.  
W czasie wojny w działania konspiracyjne zaangażowana była cała rodzina Leszka. Mieszkanie Białych przy ul. Garbary 19 służyło m.in. jako miejsce narad lokalnych szczebli dowódczych oraz miejsce prowadzenia nasłuchów radiowych. 
Po wyzwoleniu Bydgoszczy został pracownikiem węzła radiowego w ratuszu na Starym Rynku. Został aresztowany 27 lutego 1945 roku, osadzony i torturowany w siedzibie Wojewódzkiego Urzędu Bezpieczeństwa Publicznego. Jego dalsze losy są nieznane. Jako datę śmierci przyjęto 3 marca 1945 roku. W październiku 1956 roku odkryto jego szczątki w piwnicy budynku UB przy ul. Markwarta 4 (obecnie 2a). 
Jego pogrzeb odbył się 17 listopada 1957 roku na bydgoskim cmentarzu na Bielawkach.
Na wniosek Światowego Związku Żołnierzy AK Okręg Bydgoszcz dnia 27 listopada 1990 roku Leszka Białego odznaczono pośmiertnie Krzyżem Komandorskim Orderu Odrodzenia Polski. W Bydgoszczy upamiętnia go także nazewnictwo miejskie i mała architektura. W 1991 roku skwer w bydgoskim Śródmieściu, w kwadracie ulic Markwarta, Staszica, Reymonta i Kasprowicza, dawniej Skwer Czynu Społecznego, przemianowano na Skwer im. ppor. Leszka Białego. Dnia 11 listopada 1993 roku na skwerze od strony ulicy ks. Markwarta, z inicjatywy Światowego Związku Żołnierzy AK, odsłonięto kamienny obelisk, następnie odnowiony w 2013 roku, z tablicą informującą o zamordowanych po wojnie żołnierzach Armii Krajowej – w tym Leszku Białym i „Bolesławie”.
W 2016 roku z okazji marcowych obchodów Narodowego Dnia Pamięci Żołnierzy Wyklętych oraz rocznicy śmierci Leszka Białego, na wieżowcu Kujawsko-Pomorskiego Urzędu Wojewódzkiego w Bydgoszczy od strony ulicy Konarskiego zawisł ogromny baner z podobizną zamordowanego żołnierza niezłomnego. W 2017 roku, wybrany w plebiscycie miejskim wśród słynnych osób związanych z Bydgoszczą, został patronem jednego z bydgoskich tramwajów PESA "Swing". W 2019 roku na murach budynku dawnej katowni UB, obecnego szpitala MSWiA, przy ul. Markwarta 4 odsłonięto tablicę pamiątkową ku czci bohaterskich ofiar komunistycznej bezpieki, w tym Leszka Białego. W 2025 roku, w 80. rocznicę aresztowania i męczeństwa bydgoskich żołnierzy Polskiego Państwa Podziemnego, przy wejściu do kamienicy Garbary 19, odsłonięto tablicę upamiętniającą ostatnią drogę konspiratora AK ppor. Leszka Białego.